# Turistická značená trasa 8611
 Turistická značená trasa č. 8611 měří 3,3 km; spojuje chatu Bartošku a sedlo Malý Šturec v jihozápadní části pohoří Velké Fatry na Slovensku.

## Průběh trasy
Od chaty Bartošky stoupá údolím Biele vody do sedla Malého Šturce. Jedná se o krátkou propojovací trasu.
| Km  | Místo             | Navazující a křižující trasy | Souřadnice                       | Nadm. výška |
| --- | ----------------- | ---------------------------- | -------------------------------- | ----------- |
| 0,0 | chata Bartoška    | 2734                         | 48°50′10″ s. š., 18°57′44″ v. d. | 725 m n. m. |
| 3,3 | sedlo Malý Šturec | 0801 (Cesta hrdinů SNP)      | 48°50′19″ s. š., 18°59′55″ v. d. | 890 m n. m. |

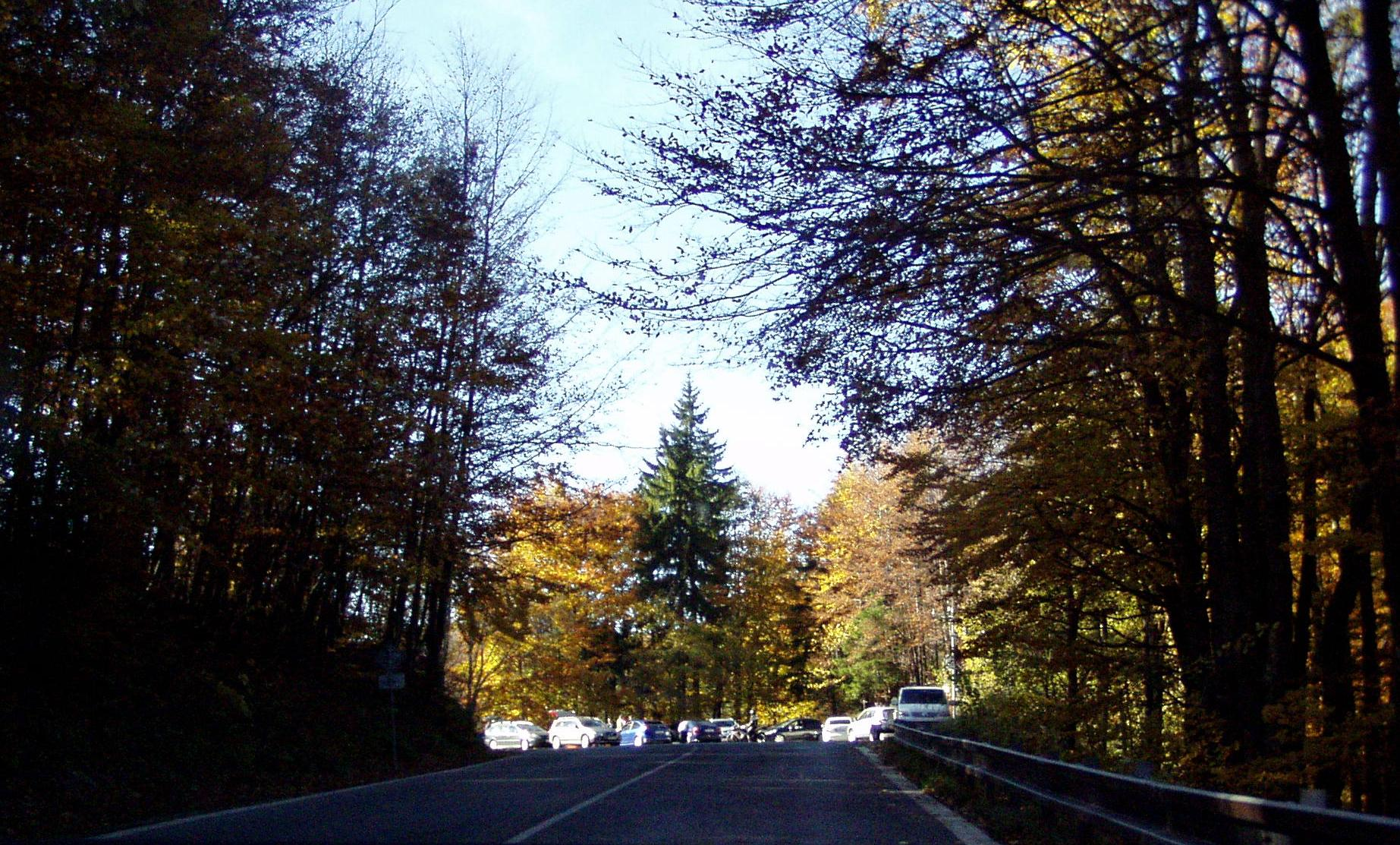
sedlo Malý Šturec